# Silikatnyj
Silikatnyj (in russo Силикатный?) è un insediamento di tipo urbano della Russia europea, situato nel rajon Sengileevskij dell'oblast' di Ul'janovsk.
Si trova a sud di Ul'janovsk e a ovest di Sengilej (il centro distrettuale).